# Lelo Nazário
Lelo Nazário (* 1956 in São Paulo) ist ein brasilianischer Pianist, Arrangeur und Komponist.

## Leben
Der Sohn des Journalisten Joaquim Pinto Nazário war bereits im Alter von siebzehn Jahren mit seinem Bruder, dem Schlagzeuger Zé Eduardo Nazário, Mitglied der Gruppe Hermeto Pascoal. 1976 war er Gründungsmitglied der Grupo Um, einer Jazzband, deren Musik zwischen Third Stream und Jazzrock angesiedelt war. Außerdem gehörte er der Gruppe Pau Brasil an, die 1998 den Sharp Award als beste Instrumentalgruppe erhielt und für einen Grammy in der Kategorie Jazz nominiert war.
In dem von ihm 1980 gegründeten Utopia Studio produzierte Nazário fünf Soloalben mit dem Schwerpunkt auf elektronischer und Neuer Musik. Mit seinem Bruder tritt er seit 1989 als Duo Nazário auf, mit diesem und dem Gitarristen Felipe Ávila bildet er das Jazz-Trio Percussônica. Mit seinen eigenen Gruppen veröffentlichte er mehr als ein Dutzend Alben und tourte durch Europa und die USA. Außerdem trat er mit Vertretern der klassischen und populären Musik wie Almeida Prado, Hermeto Pascoal, Roberto Farias und Gil Jardim, Edu Lobo, Gilberto Gil, Naná Vasconcelos, John Scofield, Toninho Horta, Mauro Senise, Hector Costita, Paulo Bellinati, Roberto Sion, Benjamim Taubkin, Zeca Assumpção und Jon H. Appleton auf.
Nazário komponierte die Musik zu Naum Alves de Souzas Ópera dos 500 (aufgeführt zum 500. Jahrestag der Entdeckung Amerikas in Theatro Municipal von São Paulo), aber auch Orchesterwerke für die Banda Sinfônica do Estado de São Paulo und (mit Marlui Miranda) Filmmusik zu Luís Alberto Pereiras Film Hans Staden. Seine Werke wurden bei Konzerten und Festivals in Brasilien und im Ausland aufgeführt, u. a. bei der Bienal de Música Contemporânea in Rio de Janeiro, bei der World Association for Symphonic Bands and Ensembles in Österreich, beim Festival de Jazz de São Paulo und beim Festival International des Musiques d'Aujourd 'hui in Marseille.

## Diskographie
Grupo Um
- Marcha sobre a Cidade, 1979
- Reflexões sobre a Crise do Desejo, 1981
- A Flor de Plástico Incinerada, 1982

Soloalben
- Lagrima/Sursolide Suite, 1982
- Discurso aos Objetos/Balada Unidimensional, 1984
- “SE…”, 1987
- Simples, 1998
- Africasiamerica, 2006

Trio Percussônica
- Percussonica, 1998
- Percussonica - HOJE, 2002

Pau Brasil
- Lá Vem a Tribo, 1989
- Metropolis Tropical, 1991
- Babel, 1994
- Pau Brasil & Hermeto Pascoal, 1995

andere
- Anchieta José do Brasil, 1978
- Quédate Conmigo esta Noche, 1998
- Hans Staden, 1999
- A Flor do Caos, 2001
- Janela, 2003
- Beatles Brasil
- Quase Tudo
- Xaxim
- Caixote
- Amálgama
- Poema da Gota Serena
- Grupo Um - Uma Lenda ao Vivo
- Beatles Brasil vol. 2
- PROJETO MI²
- Participações Especiais